# Tecnologías del Renacimiento italiano

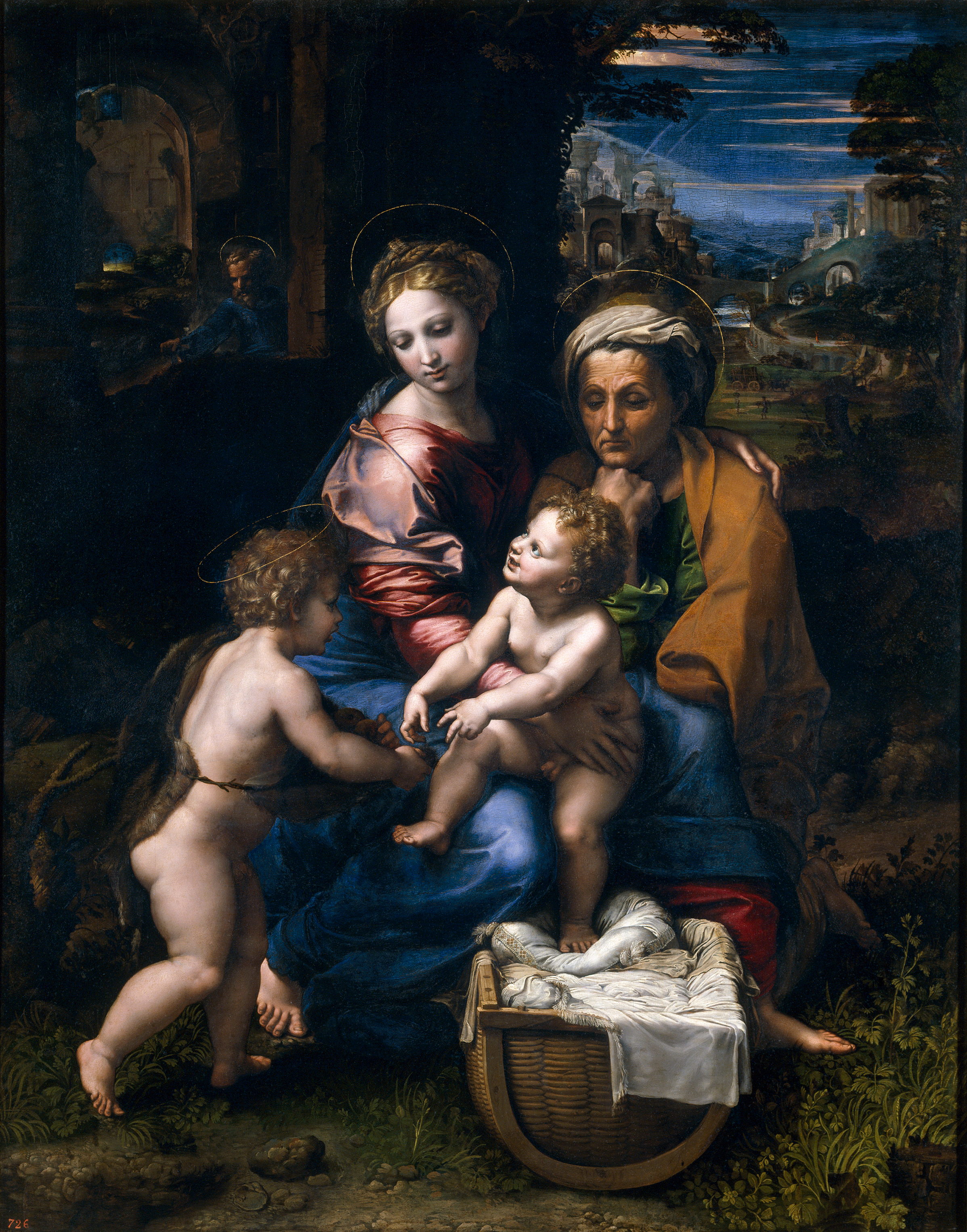
Rafael Sanzio, La Perla, Museo del Prado.

El Renacimiento italiano, periodo que va desde finales del siglo XIV hasta el año 1600, es reconocido, entre otras cosas, por su vasta creación de nuevas tecnologías, las cuales se dieron de la mano de diversas disciplinas. 
Campos como el artístico, el social y el espiritual, que comenzaban a tener un amplio reconocimiento gracias al auge que en este periodo también tuvo el humanismo, se vieron beneficiados por este nuevo conocimiento técnico y permitieron el rápido desarrollo cultural de las regiones involucradas. Grandes figuras de este periodo como lo fueron Leonardo Da Vinci, Giordano Bruno y Maquiavelo, por mencionar algunos, fueron a su vez, creadores y receptores de todas estas innovaciones tecnológicas.

Rotos los vínculos extrínsecos, los vínculos superpuestos, el hombre se esforzaba en comprender todas las leyes, todas las disciplinas, como una necesidad que, haciéndose interior, se convierte en libertad.
El Renacimiento Italiano, Eugenio Garin

## Social
A partir de la obra de Erasmo de Róterdam, De civilitate morum puerilium, se retoma el término de civilitè el cual posibilita que algunos autores puedan crear nuevos manuales de buenos modales. Ejemplos de ello fueron Buonvicino y su El conjunto de cortesías o Giovanni della Casa con Galateo overo de'costumi. 
Hacia el siglo XV este tipo de reglas continuaba prevaleciendo, aunque con algunas novedades como lo fueron el uso correcto de utensilios que se transformaron y afinaron: la cuchara tomó una forma ovalada, se introdujo el tenedor como un utensilio individual así como el plato y la servilleta.

No debes meterte los dedos en las orejas, ni tocarte la cabeza. El hombre que está comiendo no debe llevarse las manos a ninguna parte de su cuerpo.
El conjunto de cortesías, Buonvicino

## Mecánico

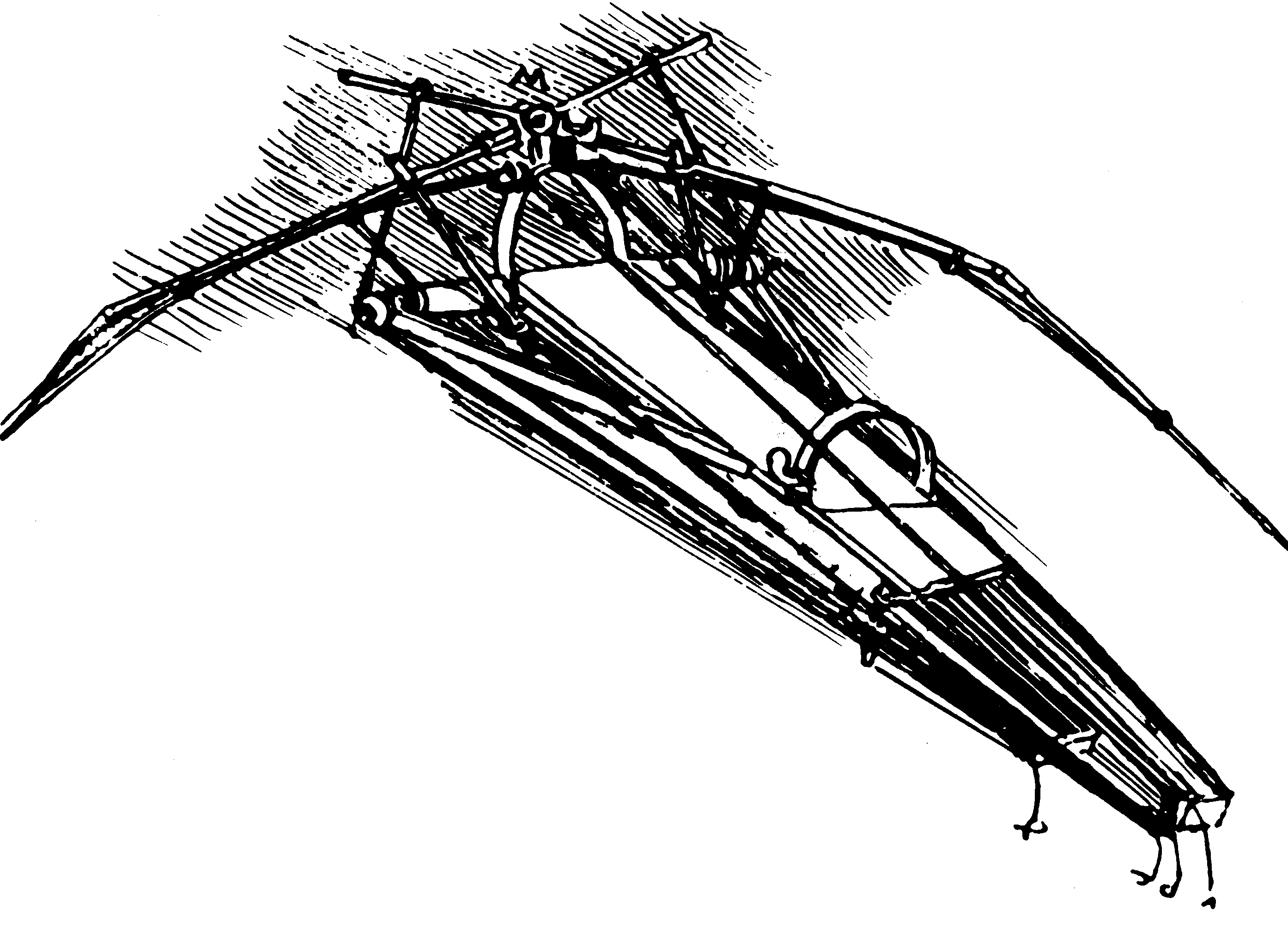
Ornitóptero diseñado por Da Vinci

Pensadores italianos escriben sobre las máquinas de la época. En sus textos, el factor común es la descripción de máquinas ya existentes, o proyectos de máquinas sin construir. Algunos representantes de esto fueron: 
Vannocio Biringuccio que escribe el De la Pirotechnia. Su libro fue el primero de metalurgia impreso, estimulando avances en dicha materia.
Guidobaldo del Monte presenta Machanicorum libri, que se compone de una defensa hacia las artes mecánicas. 
Angostino Ramelli con su libro De diversas y artificiosas máquinas presenta proyectos precedentes de motores de combustión interna.
Buonaiuto Lorini fue ingeniero militar y redacta Sobre las fortificaciones, en el cual plantea la diferencia entre el “matemático especulativo” y el “mecánico práctico”. 
Vitorio Zonca aporta estudios sobre máquinas mecánicas e hidráulicas con su libro Teatro de máquinas.
Giovanni Battista della Porta fue filósofo, investigador y astrónomo. A él se le atribuye la creación de la Linterna mágica y también es reconocido por sus ideas acerca de la construcción de un anteojo astronómico.
Torricelli aporta un gran avance en el tema de hidráulica con la invención del barómetro.
Leonardo da Vinci aporta ideas para estudios posteriores, como el ornitóptero y el tornillo aéreo (que puede considerarse antepasado del helicóptero) y el planeador. Produce estudios sobre el vuelo de las aves e inventa un túnel aerodinámico para poder realizar sus experimentos acerca de ello.
Las armas de fuego constituyen el principal cambio en este ámbito y con ellas el cambio de las fortalezas, las armaduras de los soldados, las técnicas de ataque y defensa que se perfeccionan y los tiempos de asedio a las ciudades que se acortan.
Francesco di Giorgio y Giuliano da Sangallo el Viejo fueron figuras implicadas en la innovación y fabricación de artillería. Sus escritos dieron paso a las primeras armas de fuego portátiles como lo fueron las lombardas, el basilisco o el fusil de 2 a 3 pies de longitud, las cuales eran capaces de disparar un peso de 15 a 20 gramos. Todas esas armas de fuego tenían dos inconvenientes; a la pólvora había que darle fuego con una mecha mediante un serpentín o palanca en doble curva, accionado manualmente y, resultaba casi imposible la recarga en medio de una batalla, esto fue así hasta que más tarde aparecieron los serpentines de muelle y de disparo, perfeccionando todos estos inconvenientes.
Por otra parte, la infantería se ve beneficiada con las armas de fuego, por ejemplo, hubo grandes progresos técnicos como el mecanismo de rueda. Gracias a ello surgieron los llamados arcabuceros y mosqueteros a caballo, cuyas primeras unidades fueron creadas en 1496 y usadas por Camilo Vitelli con el objetivo de dar una mayor movilidad a la infantería y deshacer las formaciones de caballería pesada.

## Arte

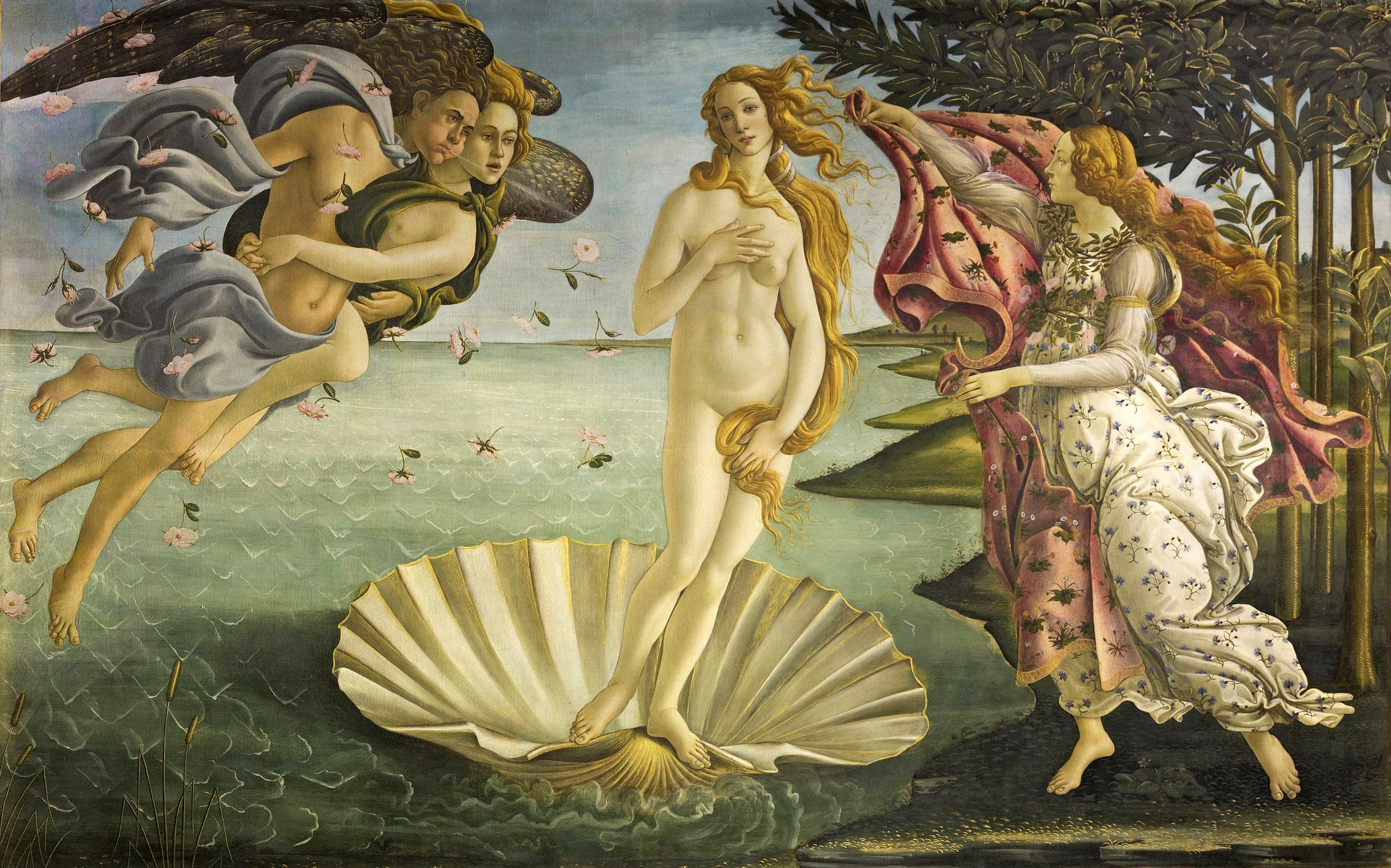
El Nacimiento de Venus, Sandro Botticelli.

La pintura, escultura, poesía, música y arquitectura sufren una considerable modificación, tanto en la técnica como en los materiales. La creación artística se vio modificada debido a la incorporación de nuevos elementos, nuevas formas de crear y nuevas perspectivas creativas
Dentro de estas modificaciones, se incluye a la perspectiva visual, de la cual surgen a su vez la perspectiva aérea y la perspectiva lineal, y que juntas modifican la forma de pintar. También hay una reincorporación del óleo a la pintura, la perfección tridimensional, la normalización de la figura humana, el claroscuro y el esfumado.
Artistas como Filippo Brunelleschi, Leon Battista Alberti, Lorenzo Ghiberti, Donatello, Sandro Botticelli, Miguel Ángel y Leonardo da Vinci fueron sólo algunos de los que influyeron en la creación de estas nuevas técnicas artísticas.

## Magia
La magia es considerada como una forma de adquirir conocimiento y entre sus diversas formas se encuentran la nigromancia, la adivinación, el uso de talismanes y distintos tipos de rituales, estas pueden servirse de objetos o sólo de una serie de instrucciones para llevarse a cabo. Algunos ejemplos de ello son Giulio Camillo y su Teatro de la Memoria, la magia astrológica de Ficino (que utilizaba varias de las instrucciones del libro del Picatrix) y El Sello de los Sellos de Giordano Bruno, que intenta explicar los vínculos de la naturaleza y a su vez pretende servir de guía para la práctica mágica. Muchos pensadores intentaron clasificar los tipos de magia que existían y llegaron casi siempre a dividirla principalmente en dos clases: magia transitiva y magia intersubjetiva (la primera actuaba sobre el sujeto y la segunda sobre su entorno). Estos magos poseían fuertes conocimientos cabalísticos y herméticos.